# Hohn (Bad Münstereifel)
Hohn is een plaats in de Duitse gemeente Bad Münstereifel, deelstaat Noordrijn-Westfalen.